# لهجة ناصرية
لهجة أهل الناصرية تكون قريبة من اللهجة البصراوية إلا أنها لا توجد لهجة ثابتة فيها بحيث كل فئة من منطقة لها بعض المفردات غير الموجودة في المنطقة الأخرى، فمعروف لدى أهل الناصرية ب (أهل الولاية) لهم لهجة جميلة تكون مشابهة للهجة البغدادية أما الوافدين إلى الناصرية من الأهوار والقرى فلهم سيطرتهم على تغيير اللهجة إلى قروية بنسبة 50 % من اجمالي سكان ذي قار - الناصرية.